# Giuseppe Germano Bernardini
Giuseppe Germano Bernardini OFMCap (* 27. September 1928 in Verica, Provinz Modena; † 3. Dezember 2023 in Reggio Calabria) war ein italienischer Ordensgeistlicher und römisch-katholischer Erzbischof von İzmir in der Türkei.

## Leben
Giuseppe Germano Bernardini trat der Ordensgemeinschaft der Kapuziner bei und empfing am 21. März 1953 die Priesterweihe. Er wurde 1966 von Papst Paul VI. als Superior (Apostolischer Administrator) der Mission sui juris von Trabzon (ab 1990: Apostolischen Vikariats Anatolien in İskenderun) bestellt. 1983 wurde er von Papst Johannes Paul II. zum Erzbischof des Erzbistums İzmir ernannt. Die Bischofsweihe spendete ihm Bruno Foresti am 9. April 1983. 2004 wurde seinem Rücktrittsgesuch durch Papst Johannes Paul II. stattgegeben.
Sergio und Domenica Bernardini, die Eltern von Giuseppe Bernardini, hatten 10 Kinder, davon acht, die Kapuzinerpriester oder Nonne wurden. Zudem adoptierten sie Felix Alaba Adeosin Job, den späteren Erzbischof von Ibadan, und finanziertem ihm die Seminaristenausbildung. 2015 wurde das Ehepaar von Papst Franziskus mit dem Ehrentitel Ehrwürdige Diener Gottes ausgezeichnet.